# François Schleiter
Pour les articles homonymes, voir Schleiter.
François Schleiter, né le 15 septembre 1911 à Verdun et mort le 26 septembre 1990 à Cannes, est un homme politique français.

## Biographie
Il est le fils de Victor Schleiter, ancien maire de Verdun (1925-1933) et député de la Meuse (1924-1933), et le frère de Gabriel Schleiter, président de l'Union française. Après des études de droit à Paris, il s'inscrit au barreau de Nancy en 1935.
Il est mobilisé durant la Seconde Guerre mondiale comme officier de tirailleur et est fait prisonnier. Il reçoit la Croix de guerre 1939-1940 pour son courage, puis est nommé chevalier de l'ordre de la Légion d'honneur pour faits exceptionnels de guerre le 9 mai 1946.

### Carrière politique
À la Libération, il devient directeur de cabinet du président du conseil général de la Meuse. Il devient ensuite chef de cabinet de Louis Jacquinot, ministre d'État.
Il est battu aux élections au Conseil de la République du 8 décembre 1946, mais prend sa revanche aux élections du 7 novembre 1948. Il est réélu en 1952 et en 1958.
Il est nommé secrétaire du Conseil de la République le 25 novembre 1948 et le 13 janvier 1953,.
En mai 1953, il est élu maire de Verdun. Peu de temps après, il est nommé Secrétaire d'État à la France d'Outre-mer le 2 juillet 1953 dans le gouvernement Joseph Laniel I puis le 16 janvier 1954 dans le gouvernement Joseph Laniel II.
Le 24 avril 1955, il devient conseiller général du canton de Verdun. Le 11 novembre 1957, il retrouve les fonctions gouvernementales en étant nommé Secrétaire d'État au Commerce.

### Cinquième République
À la suite de l'adoption de la Cinquième République, il est réélu maire de Verdun en mars 1959, et sénateur de la Meuse le 26 avril 1959. Il est réélu sénateur le 26 septembre 1965 et le 22 septembre 1974. Il prend la présidence du groupe des Républicains indépendants (RI) de 1966 à 1971 et devient Vice-Président du Sénat le 5 octobre 1971 jusqu'au 22 septembre 1974. 
Il prend la présidence du Centre national des indépendants et paysans (CNIP) en juillet 1973, et abandonne ce poste, créé pour lui, en 1975. Il ne prend plus la parole en public et ne se représente pas aux sénatoriales d'octobre 1983.

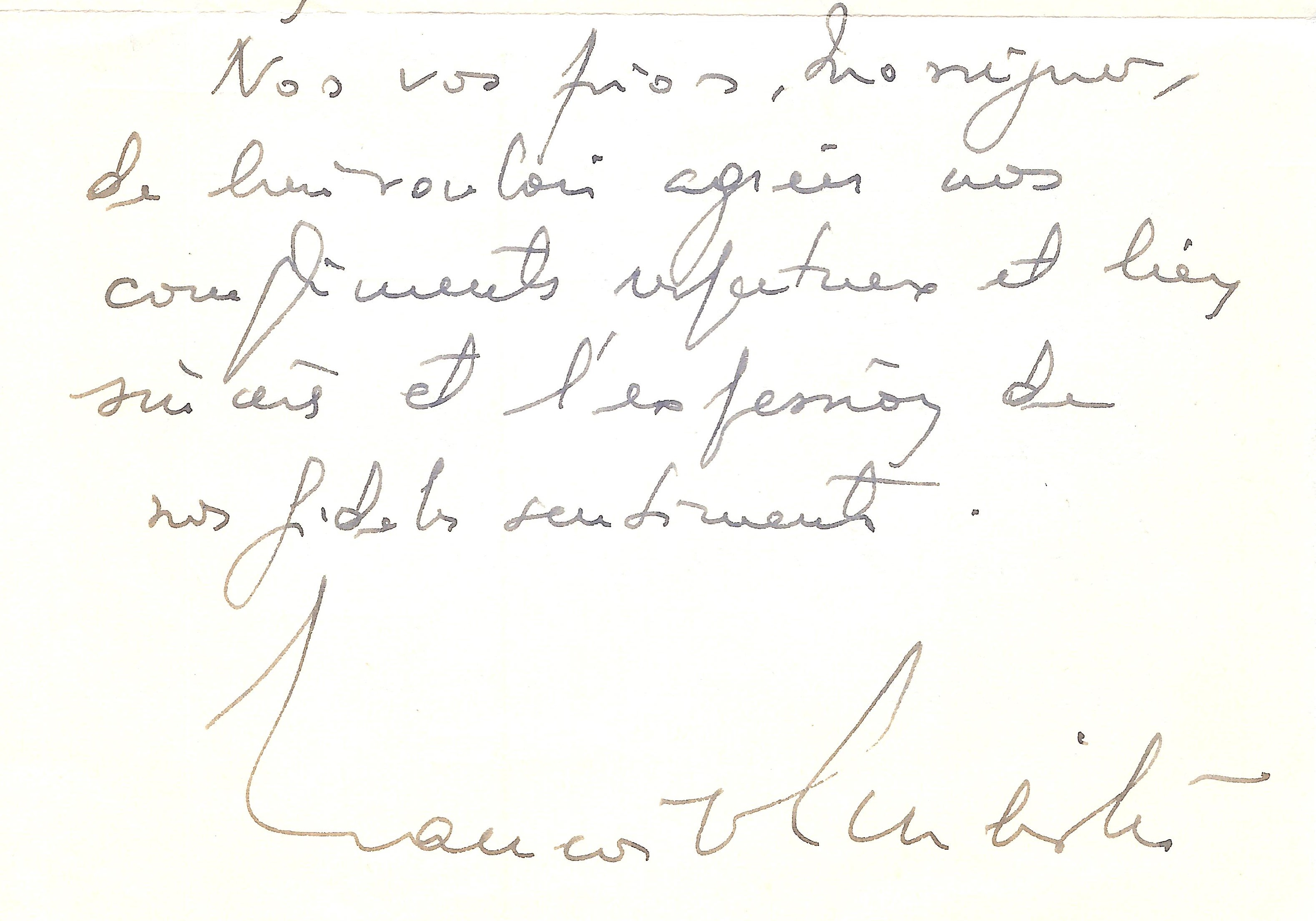
Ecriture et autographe extraits d’une lettre de François Schleiter (1911–1990), sénateur de la Meuse et Vice-Président du Sénat.

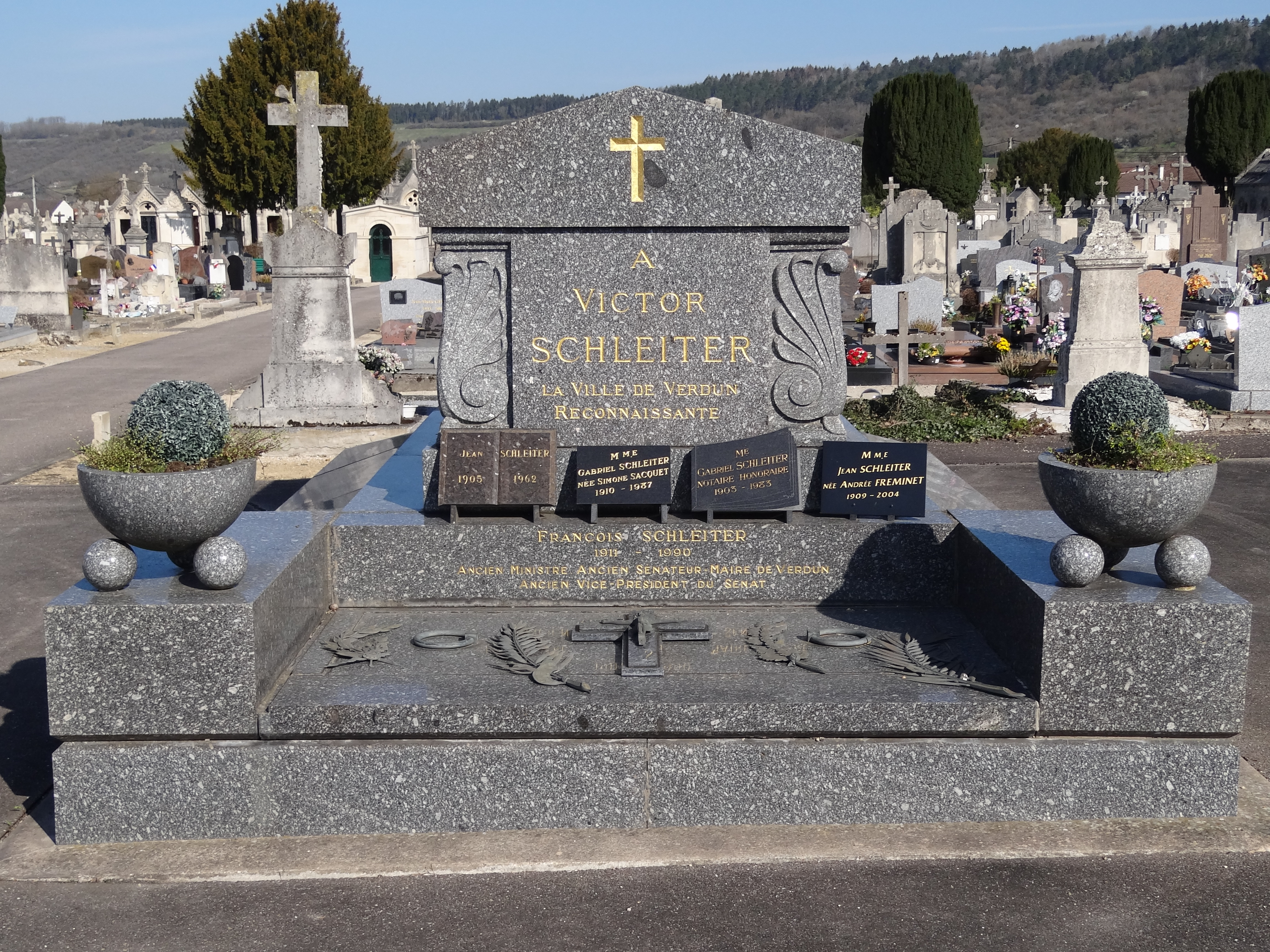
Le tombeau de François Schleiter au cimetière civil du Faubourg Pavé à Verdun (Meuse).

## Distinctions
- Chevalier de la Légion d'honneur (9 mai 1946)
- Croix de guerre 1939-1945

## Détail des fonctions et des mandats

### Fonctions gouvernementales
- 2 juillet 1953 - 16 janvier 1954 : Secrétaire d'État à la France d'Outre-mer (Gouvernement Joseph Laniel I)
- 16 janvier 1954 - 12 juin 1954 : Secrétaire d'État à la France d'Outre-mer (Gouvernement Joseph Laniel II)
- 11 novembre 1957 - 15 avril 1958 : Secrétaire d'État au Commerce (Gouvernement Félix Gaillard)

### Mandats parlementaires
Sénat
Sous la Quatrième République
- 7 novembre 1948 - 18 mai 1952 : Sénateur de la Meuse
- 18 mai 1952 - 8 juin 1958 : Sénateur de la Meuse
- 8 juin 1958 - 26 avril 1959 : Sénateur de la Meuse

Sous la Cinquième République
- 26 avril 1959 - 26 septembre 1965 : Sénateur de la Meuse
- 26 septembre 1965 - 22 septembre 1974 : Sénateur de la Meuse
- 22 septembre 1974 - 2 octobre 1983 : Sénateur de la Meuse
- Vice-Président du Sénat du 5 octobre 1971 au 22 septembre 1974

### Mandats locaux
Conseil général
- 24 avril 1955 - 11 juin 1961 : Conseiller général du canton de Verdun
- 11 juin 1961 - 1er octobre 1967 : Conseiller général du canton de Verdun
- 1er octobre 1967 - 30 septembre 1973 : Conseiller général du canton de Verdun

Mairie
- mai 1953 - mars 1959 : Maire de Verdun
- mars 1959 - mars 1965 : Maire de Verdun

### Fonctions politiques
- juillet 1973 - 1975 : Président du CNIP